# ハンブルトニアン
ハンブルトニアン (Hambletonian) とは
1. アメリカの競馬の競走。本項に記述。
2. 1の由来になったアメリカのスタンダードブレッド。　→ハンブルトニアン10
3. イギリスのサラブレッド。→ハンブルトニアン (競走馬)
4. ニュージーランドの速歩競走。グループ3。→ハンブルトニアンクラシック

## 競走
ハンブルトニアン (Hambletonian Stakes) は、アメリカのメドウランズ競馬場で夏に行われている繋駕速歩競走。トロッターのケンタッキーダービーとも呼ばれる。その位置づけはほぼダービーに相当しており、併せてハンブルトニアンオークスも行われる。創設は1926年。
距離は1マイル。賞金は150万ドル（2006年）。競走名はスタンダードブレッドの大種牡馬ハンブルトニアン10に由来する。2006年の勝ち馬グライドマスター(Glidemaster)はここを皮切りにヨンカーズトロット、ケンタッキーフューチュリティも制しトロッター三冠を達成した。

### 歴代優勝馬（2000年以降)
- 2024 - Karl
- 2023 -	Tactical Approach
- 2022 - Cool Papa Bell
- 2021 - Captain Corey
- 2020 - Ramona Hill
- 2019 - Forbidden Trade
- 2018 - Atlanta
- 2017 - Perfect Spirit
- 2016 - Marion Marauder
- 2015 - Pinkman
- 2014 - Trixton
- 2013 - Royalty For Life
- 2012 - Market Share
- 2011 - Broad Bahn
- 2010 - Muscle Massive
- 2009 - Muscle Hill
- 2008 - Deweycheatumnhowe
- 2007 - Donato Hanover
- 2006 - Glidemaster
- 2005 - Vivid Photo
- 2004 - Windsong's Legacy
- 2003 - Amigo Hall
- 2002 - Chip Chip Hooray
- 2001 - Scarlet Knight
- 2000 - Yankee Paco